# جیدلیزه
جیدلیزه (به لاتین: Jedlicze) یک شهر و گمینا در لهستان است که در گمینا یدلیچه واقع شده‌است. جیدلیزه ۱۰٫۶ کیلومتر مربع مساحت و ۵٬۵۹۳ نفر جمعیت دارد.